# Bandundu flygplats
Bandundu flygplats är en flygplats i staden Bandundu i Kongo-Kinshasa. Den ligger i provinsen Kwilu, i den västra delen av landet, 260 km öster om huvudstaden Kinshasa. Bandundu flygplats ligger 324 meter över havet. IATA-koden är FDU och ICAO-koden FZBO. Bandundu flygplats hade 658 starter och landningar, samtliga inrikes, med totalt 6 381 passagerare, 21 ton inkommande frakt och 4 ton utgående frakt 2015.